# Phrictidea longicauda
Phrictidea longicauda är en insektsart som beskrevs av Heinrich Hugo Karny 1924. Phrictidea longicauda ingår i släktet Phrictidea och familjen vårtbitare. Inga underarter finns listade i Catalogue of Life.